# Richard Schuhmann
Richard Schuhmann (* 5. August 1938 in Ballenstedt; † 19. Oktober 2022 in Delitzsch) war ein deutscher Politiker (SPD).
Schuhmann war zunächst als technischer Zeichner und Teilkonstrukteur tätig, danach besuchte er die Ingenieurschule Joliot-Curie Köthen und wurde dort Ingenieur für chemischen Apparatebau. Nach dem Besuch der Humboldt-Universität zu Berlin war er Diplomjurist. Schuhmann war jahrelang Justiziar im Braunkohlenkombinat Bitterfeld und danach bei der MIBRAG tätig.
Von 1990 bis 1994 war Schuhmann stellvertretender Bürgermeister in Delitzsch. Dort war er 1994 für wenige Monate als Jurist tätig. Bis Juni 1991 war er dabei zunächst parteilos, dann trat er in die SPD ein. Bis Juli 1994 war er Abgeordneter im Stadtparlament Delitzsch und danach Kreisrat im Kreistag des Landkreises Delitzsch.
Von 1994 bis 2002 saß Schuhmann im Deutschen Bundestag. 1998 gewann er dabei das Direktmandat im Wahlkreis Delitzsch – Eilenburg – Torgau – Wurzen.